# Manhay
Manhay är en kommun i Belgien.   Den ligger i provinsen Luxemburg och regionen Vallonien, i den sydöstra delen av landet, 110 km sydost om huvudstaden Bryssel. Antalet invånare är 3 420.
I omgivningarna runt Manhay växer i huvudsak blandskog. Runt Manhay är det ganska glesbefolkat, med 42 invånare per kvadratkilometer.